# Umbilia
Umbilia is een geslacht van mollusken, dat fossiel bekend is vanaf het Midden-Oligoceen. Tegenwoordig kent dit geslacht nog diverse soorten.

## Beschrijving
Deze kauri heeft een bolle, naar beide uiteinden uitlopende schelp met een afgeplatte mondzijde. De vlak gewonden spira (alle windingen behalve de laatste winding bij een gespiraliseerde schelp) wordt overdekt door een glanzend laagje callus (calcietlaag die slakken soms op de buitenzijde van de schelp afzetten, ook eelt genoemd). Bij volwassen exemplaren krult de met kleine tanden bezette, opgeblazen buitenlip binnenwaarts om tot een lange spleetvormige mondopening, die ombuigt naar de bovenzijde. De binnenlip bevat een aaneenschakeling van forse, lijstvormige tanden. De lengte van de schelp bedraagt ongeveer 3,5 cm.

## Leefwijze
Dit mariene geslacht leeft hoofdzakelijk van afval.

## Soorten
- Umbilia armeniaca Verco, 1912
- Umbilia capricornica Lorenz, 1989
- Umbilia hesitata (Iredale, 1916)
- Umbilia oriettae Lorenz & Massiglia, 2005
- Umbilia petilirostris Darragh, 2002